# Dick Huntley
Richard Bernard Huntley (sinh ngày 5 tháng 1 năm 1949) là một cầu thủ bóng đá chuyên nghiệp người Anh thi đấu ở vị trí hậu vệ cho Sunderland.